# Стур, Стина
Стина Стур (швед. Stina Stoor, урождённая Johansson, полное имя Stina Maria Silene Ericson Stoor; род. 1982) — шведская писательница; её книги переведены на многие языки, включая русский.

## Биография
Родилась 6 января 1982 года в шведском муниципалитете Бюрхольм.
Росла в местечке Balåliden, в нескольких километрах от Бюрхольма. Учась в школе, часто убегала из дома и даже сделала попытку самоубийства. Школу не окончила и это стало началом десятилетнего периода сложной жизни с постоянным контактом с психиатрией.
Вышла замуж, и в 2011 году у неё было двое маленьких детей. Увлеклась написанием рассказов, увидев объявление о литературном конкурсе. Написала рассказ «För vår del», получив за него грант и полностью переключившись на писательскую деятельность.
Является лауреатом ряда шведских премий в области литературы.
В 2018 году посетила Россию, побывав в Нижнем Новгороде с целью поддержки шведской сборной по футболу на Чемпионате мира 2018 года.

### Личная жизнь
Первый раз была замужем за психологом Петером Стуром (Petter Stoor, в 2005—2018 годах). В этом браке родились две дочери. В 2018 году во второй раз вышла замуж за Петера Эриксона, посла Швеции в России.

## Избранная библиография
- 2013 – Ojura
- 2015 – Bli som folk
- 2015 – Sky blue och maskrosljusen
- 2017 – Monte Carlo
- 2018 – Hundhålen
- 2018 – Gåvan